# Vlag van Uithuizermeeden

Vlag van de gemeente Uithuizermeeden
(1973-1979)

De vlag van Uithuizermeeden werd op 5 juni 1973 door de gemeenteraad van Uithuizermeeden vastgesteld als gemeentevlag.
De vlag verviel als gemeentevlag toen in 1979 Uithuizermeeden werd samengevoegd met Uithuizen tot de nieuwe gemeente Hefshuizen. Deze gemeente is na uitbreiding met andere omliggende gemeenten in 1992 hernoemd tot Eemsmond. Sinds 2019 valt Uithuizermeeden onder de gemeente Het Hogeland.

## Beschrijving en verklaring
De vlag kan als volgt worden beschreven:
Drie banen van blauw, geel en groen met een hoogteverhouding van 1:2:1.
De kleuren zijn ontleend aan het gemeentewapen. 

## Verwante afbeeldingen

Het wapen van Uithuizermeeden